# لويد كونلي
لويد كونلي (بالإنجليزية: Lloyd Connelly)‏ هو سياسي أمريكي، ولد في 31 ديسمبر 1945. انتخب عضو جمعية ولاية كاليفورنيا.